# Abd el-Krim
Muḥammad ibn Abd el-Krīm el-Khaṭṭābī (in arabo محمد بن عبد الكريم الخطابي‎?; Ajdir, 1882 – Il Cairo, 6 febbraio 1963) è stato un condottiero e rivoluzionario berbero, capo della tribù degli Ait Ouriaghel, insorto contro il predominio coloniale spagnolo e francese nella regione del Rif.
Le sue tattiche di guerriglia esercitarono un'influenza notevole sulle future figure di rivoluzionari quali Ho Chi Minh, Mao Zedong e Che Guevara.

## Biografia
Nato ad Ajdir, una cittadina del Rif (all'epoca sotto il controllo della Spagna), in una benestante famiglia facente parte degli Ait Kheṭṭāb, una "frazione" arabizzatasi della tribù berbera degli Ait Ouriaghel, ʿAbd el-Krīm studiò sia nelle migliori scuole tradizionali islamiche (la moschea Qarawiyyīn di Fez), sia nelle migliori scuole spagnole (Università di Salamanca).
Entrato nell'amministrazione spagnola come traduttore, nel 1915 si trasferì a Melilla, dove lavorò anche come giornalista per il quotidiano in lingua spagnola El Telegrama del Rif. Nel frattempo, nonostante la sua giovane età, veniva nominato Gran Qāḍī (qāḍī al-quḍāt) di Melilla. Poco favorevole all'espansionismo spagnolo in Marocco (sebben all'inizio non particolarmente ostile), nel 1917 venne arrestato dalle autorità iberiche insieme al fratello con il pretesto di nutrire simpatie per la Germania durante la prima guerra mondiale. Benché giudicato innocente da quest'accusa, fu comunque detenuto in carcere, da cui tentò di fuggire rompendosi una gamba.
Uscito dal carcere un anno dopo, l'ingiusta detenzione lo indusse a schierarsi con decisione contro la Spagna. Fece quindi ritorno ad Ajdir, dove cominciò ad unire le tribù riffane con l'intenzione di creare una "Repubblica del Rif" indipendente. Per realizzare questo progetto egli propose alle tribù di abbandonare tutte le faide interne e di superare il fortissimo frazionismo che storicamente li frapponeva gli uni agli altri.
Nel 1921 le truppe spagnole, nel corso delle operazioni contro Aḥmad al-Raysūnī (un brigante che - dichiaratosi Mulay - si pose alla guida d'una confederazione tribale di Jbāla dapprima per rovesciare il sultanato del legittimo Mulay 'Abd al-'Aziz, ritenuto debole e corrotto, e successivamente per scacciare gli occupanti occidentali che avevano deposto il summenzionato 'Abd al-'Aziz), si accinsero a conquistare militarmente una zona ancora non occupata del Rif. ʿAbd el-Krīm disse al generale Manuel Fernández Silvestre y Pantiga che l'attraversamento da parte delle sue truppe del fiume Ameqran sarebbe stato considerato una dichiarazione di guerra. Il generale spagnolo oltrepassò lo stesso il fiume, attestandosi sulle posizioni dell'Abarrán. Irritato da tale manovra, lo stesso giorno ʿAbd el-Krīm attaccò la postazione militare spagnola: mille Rifani circondarono la postazione, uccisero 179 spagnoli e costrinsero gli altri a ritirarsi.
Ne seguì una serie di importanti successi delle truppe di ʿAbd el-Krīm: nel giro di 3 settimane 8.000 militari spagnoli furono uccisi e, nella storica battaglia di Annual (21 luglio 1921), un esercito di 13.000 spagnoli venne duramente sconfitto da soli 3.000 Rifani. In seguito a queste operazioni militari, gli spagnoli furono costretti a ritirarsi dai possedimenti costieri in Marocco e il 19 settembre 1921 ʿAbd el-Krīm proclamò la "Repubblica confederata delle tribù del Rif", un embrione di Stato islamico repubblicano.
L'inaspettato esito del conflitto portò al coinvolgimento diretto della Francia che, controllando il restante territorio del paese nordafricano, temeva appunto che la Confederazione riffana potesse indurre ad uno scoppio su larga scala d'insurrezioni indipendentiste. Pertanto, venne inviato un esercito comandato dal maresciallo Philippe Pétain, che unì le proprie forze a quelle spagnole contro le truppe di ʿAbd el-Krīm, che alla fine furono sconfitte. Per piegare la Repubblica del Rif venne impiegato un esercito di 500 000 uomini appoggiato dall'aviazione e venne fatto uso di gas (iprite) contro la popolazione. La capitolazione avvenne il 26 maggio 1926.
ʿAbd el-Krīm fu esiliato nell'isola francese di Réunion dal 1926 al 1947, quando gli fu permesso di trasferirsi nella Francia meridionale. Durante la rotta, però, abbandonò la nave che lo stava portando in Francia ed accettò la protezione del sovrano d'Egitto: si pose successivamente a capo del vasto movimento anticolonialista arabo-islamico che s'opponeva alle dominazioni coloniali occidentali del Nordafrica. Ironia della sorte, non appena il Marocco ebbe conquistata l'indipendenza, dei moti autonomisti scoppiati nel Rif tra il 1958 e il 1959 furono duramente repressi, facendo più di 8000 morti.

## Nella cultura di massa
La figura carismatica di ʿAbd el-Krīm è stata inserita in alcuni film di avventura. Tra questi: 
- Il sergente Klems (1971), regia di Sergio Grieco.
- La bandera - Marcia o muori (1977), regia di Dick Richards.